# Friedrich Achenbach
Friedrich Wilhelm Ludwig Achenbach (* 20. Juni 1878 in Seligenstadt; † 14. Mai 1965) war ein deutscher Schiffbauingenieur. Er zählt zu den deutschen Pionieren des Betonschiffbaus.

## Leben
Friedrich Achenbach wurde 1878 in Seligenstadt als Sohn des praktischen Arztes Heinrich Achenbach und seiner Frau Mathilde Achenbach geboren. Der junge Achenbach absolvierte im März 1898 seine Reifeprüfung am Realgymnasium in Frankfurt, bevor er eine Laufbahn als Marinebaubeamter im Fach Schiffbau antrat. Zunächst arbeitete Achenbach auf der  Kaiserlichen Werft in Kiel und studierte danach bis zur Hauptprüfung im Jahr 1904 an der Technischen Hochschule in Berlin. Nach zwischenzeitlichen Arbeiten auf mehreren Werften erhielt Achenbach 1906 sein Diplom als Schiffbauingenieur und arbeitete danach zunächst in Petersburg und später bei der AG Weser als Konstrukteur. Während des Ersten Weltkriegs arbeitete Achenbach in Berlin an der Versuchsanstalt für Wasserbau und Schiffbau als Assistent von Karl Schaffran und beschäftigte sich dort unter anderem mit Schiffshavarien. Dann begann Achenbach die Möglichkeiten des Betonschiffbaus an der Donau zu untersuchen. Er arbeitete federführend im Studienausschuss für Eisenbetonschiffbau und begann noch im Ersten Weltkrieg mit der Veröffentlichung seiner ersten Forschungsergebnisse. 1920 legte er in Danzig seine Dissertation vor um den Grad des Doktor-Ingenieur zu erlangen. Es folgten zahlreiche weitere Arbeiten und Veröffentlichungen zum Betonschiffbau. Zudem untersuchte Achenbach ab Anfang der 1920er Jahre das Lichtbogenschweißen im Schiffbau. Er gehörte hier zu den frühen Verfechtern des seinerzeit noch neuen Fügeverfahrens und gab verschiedene Publikationen zu dessen Verbreitung heraus. Achenbach erhielt 1957 Patente auf zur Fundamentierung von Schiffsmotoren und starb am 14. Mai 1965.

## Schriften (Auswahl)
- Das Wesen der Schiffshavarien, Jahrbuch der Schiffbautechnischen Gesellschaft. 17. Band, Springer, Berlin 1916
- Grundlegende Betrachtungen zum Eisenbetonschiffbau, Jahrbuch der Schiffbautechnischen Gesellschaft. 20. Band, Springer, Berlin 1919